# Una Troubridge
Una Troubridge o Una Vincenzo, pseudonimo di Margot Elena Gertrude Taylor (8 marzo 1887 – 24 settembre 1963), è stata una scultrice e traduttrice britannica.
È ai più nota come la compagna di lunga data (28 anni) di Marguerite "John" Radclyffe Hall, autrice de Il pozzo della solitudine. La loro relazione lesbica è stata molto criticata nella prima metà del 1900.
Troubridge era una donna molto colta, pienamente realizzata dalle sue opere. Come traduttrice introdusse la scrittrice francese Colette ai lettori inglesi e la sua fama di scultrice le permise di ricevere e far posare più volte per lei il coreografo Nižinskij.
Una "Vincenzo" Troubridge e la Radclyffe Hall compirono diversi viaggi in Italia, ed in particolare a Firenze, dove si stabilirono nel 1937. Allo scoppio della seconda guerra mondiale le due donne tornarono però in Inghilterra, dove la Radclyffe Hall si spense, a causa di un tumore, nel 1943.

## Biografia
Troubridge cresce in una famiglia dell'alta-borghesia inglese a Montpelier Square, Kensington, Londra. Secondo Lovat Dickson, un biografo della Radclyffe Hall, "la vita familiare l'ha formata alla bellezza, alla intelligenza e allo stile". I genitori erano soliti soprannominarla "Una" da bambina, mentre il secondo soprannome "Vincenzo" che utilizzava lo scelse da sola.

Troubridge fu allieva presso il Royal College of Art, e dopo aver conseguito la laurea aprì uno studio di scultura. Nel 1907 muore suo padre, lasciandola con un limitato sostegno finanziario che la portò per stabilizzare la sua situazione economica a sposarsi col capitano Ernest Troubridge, da cui acquisì il cognome coniugale. Dalla loro unione nacque nell'ottobre del 1908 la figlia Andrea. Ernest salì al grado di ammiraglio dopo la prima guerra mondiale .
Era una devota ammiratrice del basso lirico italiano-russo Nicola Rossi-Lemeni, e segui la sua carriera con molta attenzione. Successivamente diventò una cara amica sia di Rossi-Lemeni che di sua moglie, il soprano Virginia Zeani, facendo anche da madrina della loro giovane figlia.

## La relazione con Radclyffe Hall
Hall e Troubridge si incontrarono nel 1915 quando la cugina di Troubridge, la cantante Mabel Batten (alias Ladye), era l'amante di Hall. La Batten morì nel 1916 e Hall e Troubridge andarono a vivere insieme l'anno successivo. Nei primi anni 20, la loro casa era a Londra, al 10 di Stirling Street, vicino ai luoghi in cui Troubridge era cresciuta. La proprietà fu ampiamente ristrutturata dalle due. Sull'intensità della loro relazione Troubridge scrisse nel suo diario: Non potevo, avendola conosciuta, immaginare la vita senza di lei.

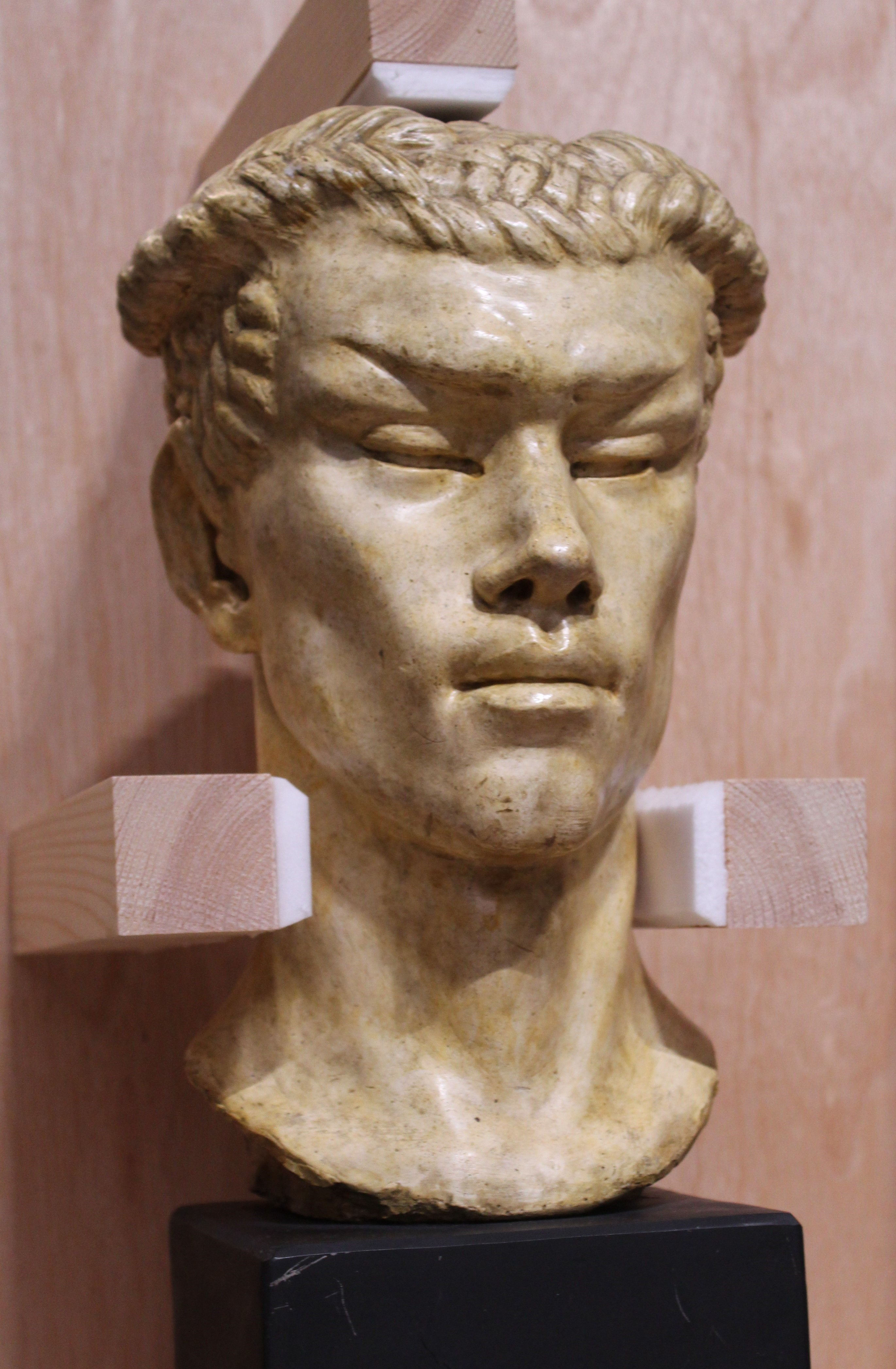
Busto di Nijinsky scolpito da Troubridge, 1912

Nel tentativo di alleviare il grande senso di colpa per la morte di Batten, Hall e Troubridge si interessarono allo spiritualismo. Tenevano regolarmente sedute spiritiche con la presenza di un medium e credevano di ricevere consigli da Mabel dall'oltretomba. Sia Troubridge sia Hall si identificavano come "invertite", un termine usato da sessuologi come Richard von Krafft-Ebing e Havelock Ellis per indicare ciò che è considerato omosessualità.
La coppia allevava dachshund e griffoni e li faceva partecipare a mostre canine. I dachshund che si vedono nel ritratto di Troubridge dipinto da Romaine Brooks erano una coppia che aveva vinto un premio che le era stata donata da Hall. Negli ultimi nove anni della sua vita, Hall aveva sviluppato un'ossessione per un'infermiera appartenente alla fazione russa dei Bianchi, Evgenia Souline, una relazione che rese Troubridge infelice, ma che nondimeno tollerò. Inizialmente le donne avevano deciso di trasferirsi in Italia e vivere a Firenze, ma furono costrette a tornare allo scoppio della Seconda Guerra Mondiale. Le tre decisero di vivere nel Devon.

## Dopo la morte di Radclyffe Hall
Nonostante tutti i loro problemi, Troubridge rimase con Hall e la curò fino alla sua morte nel 1943. Nei primi anni 20 Troubridge adottò uno stile di abbigliamento simile all'aspetto maschile di Hall, come modo per rendere visibile la sua identità sessuale e la loro relazione. Più tardi preferì un abbigliamento più femminile che faceva da complemento a quello di Hall. Dopo che Hall morì di cancro al retto nel 1943, Troubridge fece modificare gli abiti di Hall per adattarli a sé e li indossava abitualmente.
Sul letto di morte, Hall revocò un testamento precedente che aveva assegnato a Souline una rendita e lasciò tutto a Troubridge, compresi i diritti d'autore delle sue opere. Nel nuovo testamento chiese a Troubridge di "prendere le disposizioni a favore della nostra amica Eugenie Souline che a sua assoluta discrezione possa considerare giuste"; Troubridge concesse a Souline solo un piccolo assegno e bruciò le sue lettere. Nella sua biografia del 1945, La vita e la morte di Radclyffe Hall, minimizzò il ruolo di Souline nella vita di Hall. Souline morì nel 1958.
Troubridge morì a Roma nel 1963. Lasciò istruzioni scritte che la sua bara fosse collocata nella cripta del cimitero di Highgate dove Hall e Batten erano state sepolte, ma le istruzioni furono scoperte troppo tardi. È sepolta nel cimitero del Verano a Roma, e la bara riporta l'iscrizione "Una Vincenzo Troubridge, l'amica di Radclyffe Hall".